# Bill Martin
Bill Martin est un scénariste et producteur exécutif américain.
Il commence par faire le scénario du film Bigfoot et les Henderson puis celui de la série Troisième planète après le Soleil dont il sera aussi producteur exécutif, avant de terminer par les 5 saisons de la série Parents à tout prix.

## Biographie
Il décède le 27 janvier 2016  à l'âge de 70 ans.